# 海老原半三郎
海老原 半三郎（えびはら はんざぶろう、1876年 - 1953年）は、明治期の大日本帝国陸軍軍人。茨城県龍ケ崎市出身。最終階級は歩兵特務曹長。日露戦争にて金鵄勲章を受章した。

## 来歴・人物
明治期・皇室警護の近衛兵として、全国将兵の中から選抜（五代前まで調査があり、県知事・連隊長・郡市役所幹部・駐在の警察官の責任で推薦された）され、「近衛連隊」に入隊。当時、歴代の皇太子が在籍した近衛歩兵第一連隊は、帝国陸軍の最高峰だった。
日露戦争に出征し、奉天進軍。明治38年（1905年）3月10日、奉天付近では既に屍が累々としており、海老原半三郎の所属する近衛歩兵第一連隊においてもロシア軍の総反撃により、将兵はことごとく第一戦に展開し、肉弾相打つ激戦となる。海老原半三郎は、この時、抜刀し、顔面が右に向いたとき、ロシア側の撃った弾丸により、顎が吹き飛び瀕死の重傷を負う。
既に屍は両軍累々と横たわり、近衛歩兵第一連隊の軍旗は第一戦から僅か50メートルの時点にあった。この奉天会戦は、後日長く陸軍記念日として祝われた。　
海老原半三郎は、この後29歳で退役。軍人最名誉の「金鵄勲章」を受章した。